# Institut de paléontologie de l'Académie des sciences de Russie
Pour les autres instituts au nom semblable, voir Institut de paléontologie.
L'Institut de paléontologie de l'Académie des sciences de Russie (en russe : Палеонтологический институт РАН) à Moscou est l'un des plus grands instituts paléontologiques du monde. Filiale de l'Académie des sciences de Russie, elle comprend des collections de toute l'ex-Union soviétique, ainsi que d'autres pays.

## Musée
Le musée de paléontologie nommé d'après Yuri Alexandrovich Orlov est géré par l'Institut et contient des expositions publiques représentant presque tous les types d'organismes fossiles. Les dinosaures de Mongolie, les thérapsides de la région de Perm en Russie et les fossiles du Précambrien de Sibérie sont particulièrement bien représentés.
Pendant la Seconde Guerre mondiale, le musée a fonctionné sous un personnel squelettique entre 1941 et 1943, car la menace de la bataille de Moscou prévoyait une invasion par l'armée allemande. Certains spécimens ont été emballés pour éviter d'être endommagés ou détruits lors de raids aériens.

## PIN: Identification paléontologique russe
Cet Institut de paléontologie a donné des PIN aux découvertes russes de fossiles paléontologiques.